# Końkowo
Końkowo (ros. Коньково) – stacja moskiewskiego metra linii Kałużsko-Ryskiej (kod 106). Nazwa stacji pochodzi od pobliskiego rejonu Końkowo w południowo-zachodnim okręgu administracyjnym Moskwy. Wyjścia prowadzą na ulice Profsojuznaja i Ostrowitjanowa.

## Wystrój
Stacja jest jednokomorowa, jednopoziomowa, posiada jeden peron. Na środku hallu stoją metalowe ławki z nazwą stacji. Sufity pokryte są plastikowymi panelami z metalowymi akcentami w postaci pasów. Ściany poniżej krawędzi peronów pokrywa czerwona ceramika. Podłogi wyłożono szarym granitem. Południowy westybul posiadał rzeźby zwierząt autorstwa A. Burganowa, przeniesione do muzeum po otwarciu jarmarku Konkowo (ярмарка коньков).